# João Schmidt
João Felipe Schmidt Urbano, oder einfach João Schmidt (* 19. Mai 1993 in São Paulo), ist ein brasilianischer Fußballspieler.

## Karriere
João Schmidt erlernte das Fußballspielen in der Jugendmannschaft vom FC São Paulo in São Paulo. Hier unterschrieb er 2012 auch seinen ersten Profivertrag. Im ersten Jahr gewann er mit dem Club die Copa Sudamericana. Hier besiegte man in zwei Finalspielen den argentinischen Vertreter CA Tigre. In dem Wettbewerb kam er nur zu einem 15-minütigem Einsatz in der 2. Runde im Hinspiel gegen den EC Bahia.
Von Juli 2014 bis Juni 2015 wurde er nach Portugal zu Vitória Setúbal ausgeliehen. Der Verein aus Setúbal spielte in der höchsten Liga des Landes, der Primeira Liga. Im Juli 2015 kehrte er nach der Ausleihe wieder nach São Paulo zurück. Im Juli 2017 wechselte er nach Italien. Hier schloss er sich Atalanta Bergamo an. Der Club aus Bergamo spielte in der ersten Liga, der Serie A. Da er bei Atalanta nicht zum Einsatz kam, wurde er von Juli 2018 bis Februar 2019 nach Portugal zum Rio Ave FC ausgeliehen. Mit dem Club aus Vila do Conde spielte er 19-mal in der Primeira Liga. Im Februar 2019 wechselte er für eine Ablösesumme von 1,25 Mio. € nach Japan. Hier unterschrieb er einen Vertrag beim Erstligisten Nagoya Grampus in Nagoya. Bis Ende 2020 absolvierte er 56 Spiele für Nagoya. Anfang 2021 wechselte er ablösefrei zum Ligakonkurrenten Kawasaki Frontale. Am 20. Februar 2021 gewann er mit Frontale den Supercup. Das Spiel gegen Gamba Osaka gewann man mit 3:2. Im gleichen Jahr feierte er mit dem Verein die japanische Meisterschaft. Am 9. Dezember 2023 stand er mit Frontale im Finale des japanischen Pokals. Hier besiegte man Kashiwa Reysol mit 8:7 im Elfmeterschießen. Nach insgesamt 77 Ligaspielen kehrte er im Januar 2024 in seine Heimat zurück. Hier schloss er sich dem Zweitligisten FC Santos an.

## Erfolge
FC São Paulo
- Copa Sudamericana: 2012

Kawasaki Frontale
- Japanischer Meister:  2021
- Japanischer Vizemeister: 2022
- Japanischer Supercupsieger: 2021
- Japanischer Pokalsieger: 2023

Santos
- Série B: 2024